# Turné 2004: Dole v dole
Turné 2004: Dole v dole bylo koncertní turné české rockové skupiny Kabát. Jednalo se o první samostatné open-air turné v historii skupiny, během kterého vystoupila na deseti fotbalových stadionech v Česku a jednom na Slovensku. Celková návštěvnost turné byla přibližně 180 000 fanoušků a průměr návštěvnosti na koncert 15 000 diváků.
V listopadu 2004 vyšel videozáznam Kabát 2003–2004 zachycující pražský koncert z tohoto turné a také část koncertu z předchozího Turné 2003.

## Setlist
Seznam uvádí všechny písně, které skupina odehrála na několika koncertech turné. Nemusí tak uvádět všechny písně za celé turné.
Děvky ty to znaj
- "Porcelánový prasata"
- "Óda na konopí"
- "Žízeň"
- "Moderní děvče"

Colorado
- "Starej bar"
- "Colorado"

Země plná trpaslíků
- "Dávám ti jeden den"
- "Láďa"

Čert na koze jel
- "Lady Lane"

MegaHu
- "Teta"
- "Bruce Willis"
- "Ďábel a syn"
- "Šaman"

Go satane go
- "Go satane go"
- "V pekle sudy válej"
- "Na sever"
- "Bára"
- "Bum Bum Tequilla"

Suma Sumárum: The Best Of
- "Pohoda"

Dole v dole
- "Dole v dole"
- "Stará Lou"
- "Cirkusovej stan"
- "Kalamity Jane"
- "Jednou nás to zabije"
- "Bahno"
- "Elvis"
- "Frau Vogelrauch"
- "Shořel náš dům"
- "Kdo si nechce hubu spálit"

Setlist
1. "Intro"
2. "Bahno"
3. "V pekle sudy válej"
4. "Bruce Willis"
5. "Cirkusovej stan"
6. "Bára"
7. "Bum bum tequilla"
8. "Kalamity Jane"
9. "Jednou nás to zabije"
10. "Dávám ti jeden den"
11. "Stará Lou"
12. "Lady Lane"
13. "Ďábel a syn"
14. "Elvis"
15. "Shořel náš dům"
16. "Šaman"
17. "Óda na konopí"
18. "Go satane go"
19. "Starej bar"
20. "Frau Vogelrauch"
21. "Pohoda"
22. "Teta"
23. "Colorado"
24. "Kdo si nechce hubu spálit"
25. "Porcelánový prasata"
Přídavek
26. "Dole v dole"
27. "Na sever"
28. "Láďa"
29. "Moderní děvče"

## Seznam koncertů
| Datum           | Město            | Stát      | Místo                               | Předkapela              |
| --------------- | ---------------- | --------- | ----------------------------------- | ----------------------- |
| 12. května 2004 | Brno             | Česko     | Výstaviště                          | Dolores Clan, Krucipüsk |
| 15. května 2004 | Ostrava          | Česko     | Bazaly                              | Dolores Clan, Krucipüsk |
| 18. května 2004 | Olomouc          | Česko     | Andrův stadion                      | Dolores Clan, Krucipüsk |
| 21. května 2004 | Zlín             | Česko     | Letná                               | Dolores Clan, Krucipüsk |
| 24. května 2004 | Bratislava       | Slovensko | Fotbalový stadion TJ Polygraf       | Horkýže Slíže, Desmod   |
| 29. května 2004 | Hradec Králové   | Česko     | Letiště                             | Dolores Clan, Krucipüsk |
| 1. června 2004  | Plzeň            | Česko     | Fotbalový stadion TJ Lokomotiva     | Dolores Clan, Krucipüsk |
| 4. června 2004  | Ústí nad Labem   | Česko     | Městský stadion                     | Dolores Clan, Krucipüsk |
| 7. června 2004  | České Budějovice | Česko     | Stadion JU                          | Dolores Clan, Krucipüsk |
| 10. června 2004 | Praha            | Česko     | Lehkoatletický stadion Slavia Praha | Dolores Clan, Krucipüsk |
| 13. června 2004 | Havlíčkův Brod   | Česko     | Fotbalový stadion TJ Slovan         | Dolores Clan, Krucipüsk |

## Sestava
Kabát
- Josef Vojtek – zpěv
- Milan Špalek – baskytara, doprovodný zpěv, zpěv
- Ota Váňa – kytara, doprovodný zpěv
- Tomáš Krulich – kytara, doprovodný zpěv
- Radek „Hurvajs“ Hurčík – bicí, doprovodný zpěv